# Kathrine Herzer
Kathrine Herzer (* 17. Januar 1997 in Los Angeles, Kalifornien) ist eine US-amerikanische Schauspielerin.

## Leben
Kathrine Herzer ist die Tochter von Manuela Herzer, der Name ihres Vaters ist nicht bekannt. Sie wuchs in Los Angeles zusammen mit zwei Geschwistern auf, zeitweise mit der Familie des Medienmoguls Sumner Redstone, als dieser mit ihrer Mutter zusammenlebte. Ihre Filmkarriere begann sie als Kinderschauspielerin in Werbespots. Während ihrer Schulzeit übernahm sie gelegentlich Statistenrollen oder kleine Nebenrollen in Film- und Fernsehproduktionen. Erste Nebenrollen erhielt sie nach Abschluss der Highschool in Filmen und Serien wie The Mentalist (2008), Mr. und Mrs. Smith (2005), Navy CIS (2008).

## Filmografie (Auswahl)
- 2004–2009: Without a Trace – Spurlos verschwunden (Fernsehserie, 2 Folgen)
- 2009: Little Monk (Webserie, 1 Folge)
- 2009: Three Rivers Medical Center (Fernsehserie, 1 Folge)
- 2012: American Horror Story (Fernsehserie, 1 Folge)
- 2014: Zeitgeist (als Lauren)
- 2015: Secret Agency: Barely Lethal (als Melinda)
- 2014–2019: Madam Secretary (Fernsehserie, 111 Folgen)